# Юрьев, Пётр Фёдорович
Пётр Фёдорович Ю́рьев (16 декабря 1903, Ковали, Цивильский уезд, Казанская губерния — 29 августа 1940, Чебоксары, Чувашская АССР) — советский государственный деятель. Нарком земледелия Чувашской АССР (1937).
В 1937 году репрессирован по делу «чувашской буржуазно-националистической организации».

## Биография
Родился 16 декабря 1903 года в селе Ковали Цивильского уезда Казанской губернии (ныне — в Урмарском районе Чувашии), чуваш.
Окончил Ленинградский коммунистический университет (1926). В 1916—1919 годах работал переписчиком Новоковалинского, Янтиковского волостных исполкомов Цивильского уезда. В 1919—1921 годах сотрудник-агент, делопроизводитель железнодорожной милиции, в 1921—1922 годах заведующий организационно-инструкторским отделом Цивильского уездного комитета ВКП(б).
В 1926—1928 годах преподаватель советско-партийной школы 2-й ступени в Чебоксарах. В 1928—1930 годах лектор-методист, заведующий отделом пропаганды и агитации Чебоксарского городского и районного комитета ВКП(б). С января по сентябрь 1930 года ответственный секретарь там же.
В 1930—1931 годах заведующий агитационно-массовым отделом Чувашского обкома ВКП(б), в 1931—1933 годах народный комиссар снабжения Чувашской АССР, в 1933—1937 годах заведующий сельскохозяйственным отделом обкома ВКП(б).
В 1937 году — нарком земледелия Чувашской АССР.
5 августа 1938 года арестован. На момент ареста — заведующий сельсхозотделом обкома ВКП(б). Проживал: Чувашская АССР, Чебоксарский район, посёлок Кугеси.
С 5 августа 1938 года под стражей в тюрьме УГБ НКВД Чувашской АССР. Обвинялся НКВД ЧАССР по статье статья 58 пункт 7 УК РСФСР, статья 58 пункт 10 УК РСФСР, статья 58 пункт 11 УК РСФСР — «Являлся участником право-троцкистской националистической организации, проводил вредительскую деятельность в области сельского хозяйства». Умер 29 августа 1940 года — туберкулёз лёгких и слабость сердца. Уголовное преследование в отношении Юрьева П. Ф. было прекращено за смертью обвиняемого.

## Память
Похоронен на кладбище № 1 города Чебоксары.
Реабилитирован 30 января 1956 года прокуратурой РСФСР «Постановление НКВД ЧАССР отменить. Дело по обвинению Юрьева П. Ф. производством прекратить за отсутствием в его действиях состава преступления (п. 5 ст. 4 УК РСФСР)».

## Семья
- Старший брат — Юрьев Михаил Фёдорович[чуваш.] (1899—1962) — драматург, прозаик, член творческого союза писателей «Канаш» (1923), участник Великой Отечественной войны 1941—1945 гг. Работал главным режиссёром Чувашского драматического театра (1925—1926), режиссёром Чувашкино.